# Politikåret 1869

## Händelser
- 4 mars – Ulysses S. Grant tillträder som USA:s president.[1]
- 28 juni - William Fox efterträder Edward Stafford som Nya Zeelands premiärminister.[2]
- 14 december – Giovanni Lanza efterträder Luigi Federico Menabrea som Italiens konseljpresident.[3]

## Val och folkomröstningar
- Okänt datum - Andrakammarval hålls i Sverige.

## Avlidna
- 8 oktober – Franklin Pierce, amerikansk politiker, representanthusledamot 1833–1837, senator 1837–1842, USA:s president 1853–1857.

### Fotnoter
1. ↑  ”United States of America” (på engelska). World Statesmen. http://www.worldstatesmen.org/United_States.html. Läst 29 juli 2015.
2. ↑  ”New Zealand” (på engelska). World Statesmen. http://www.worldstatesmen.org/New_Zealand.htm. Läst 1 augusti 2015.
3. ↑  ”Italy” (på engelska). World Statesmen. http://www.worldstatesmen.org/Italy.htm. Läst 31 juli 2015.